# Lillian Elliott
Lillian Elliott (24 de abril de 1874 – 15 de enero de 1959) fue una actriz teatral y cinematográfica canadiense.
Nacida en Canadá, actuó en 60 filmes entre 1915 y 1943. Falleció en Hollywood, California, a causa de un ictus. Había estado casada con el actor James Corrigan, con quien tuvo a Lloyd Corrigan, que trabajó en Hollywood como actor, director y guionista cinematográfico.

## Selección de su filmografía
- Help Wanted (1915)
- Proud Flesh (1925)
- Partners Again (1926)
- The City (1926)
- Call of the Cuckoo (1927)
- Free Eats (1932)
- Polly of the Circus (1932)
- Mrs. Wiggs of the Cabbage Patch (1934)
- Boys' Reformatory (1939)
- Heroes in Blue (1939)
- Chasing Trouble (1940)